# Glycosmis tetracronia
Glycosmis tetracronia là một loài thực vật có hoa trong họ Cửu lý hương. Loài này được B.C.Stone mô tả khoa học đầu tiên năm 1985.